# Grande Caimão

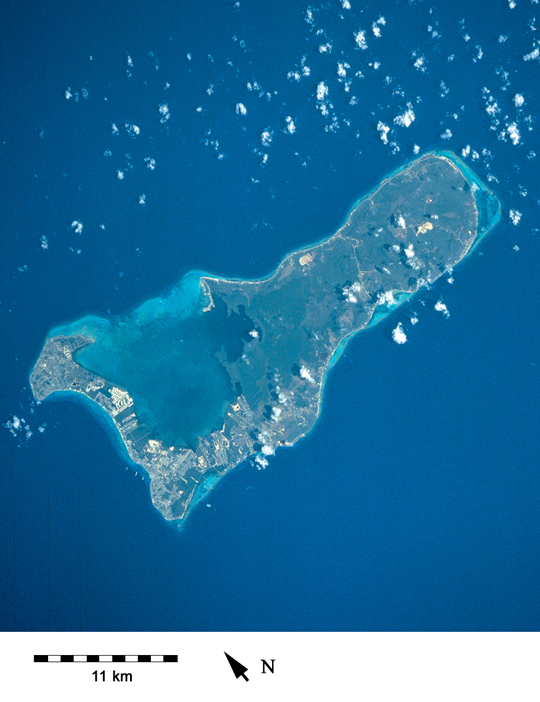
A Grande Caimão vista do espaço.

A ilha Grande Caimão (português europeu) ou Grande Caimã (português brasileiro) (em inglês: Grand Cayman) é a maior das três ilhas que formam a nação das Ilhas Caimão (Ilhas Caimã, em português brasileiro), as outras duas são Caimão Brac e Pequena Caimão. A Grande Caimão abriga a vasta maioria da população e da atividade econômica desta nação que é um território ultramarino britânico localizado no mar do Caribe. 
As principais atividades econômicas são o turismo (com algumas dezenas de hotéis e restaurantes servindo os visitantes que chegam em vastos navios de cruzeiro para passar o dia ou os que chegam de avião para temporadas mais longas) e a indústria financeira internacional. Centenas de bancos, seguradoras e administradores de fundos de investimento fazem da ilha seu domicílio, atraídos pela estrutura legal moderna mas estável (baseada na lei inglesa), pela estabilidade política e pela neutralidade fiscal, que não penaliza as transações financeiras com impostos ou taxas como outras jurisdições. Nesta ilha fica a capital da nação, George Town.